# Indische vleermuisparkiet
De Indische vleermuisparkiet (Loriculus vernalis) is een vogel uit de familie Psittaculidae (papegaaien van de Oude Wereld).

## Verspreiding en leefgebied
Deze soort komt voor van oostelijk India tot Zuidoost-Azië en de Andamanen en telt twee ondersoorten:
- L. v. vernalis: van India tot Indochina.
- L. v. phileticus: Thailand.

## Status
De grootte van de populatie is niet gekwantificeerd maar de soort wordt omschreven als vrij algemeen. Op de Rode lijst van de IUCN heeft deze soort de status niet bedreigd.